# 1109 (عدد)
ألف ومئة وتسعة 1109 هو عدد صحيح، يلي العدد 1108 ويسبق العدد 1110.

## في الرياضيات

### خصائص
- عدد طبيعي.[3]
- عدد فردي.[4][5]
- عدد موجب،[6] السالب منه هو - 1109.[7]

## في التاريخ
- 1109 هـ هي سنة في التقويم الهجري.
- هي سنة  1109 م في التقويم الميلادي.

## وصلات خارجية
الأعداد الصاتمة، ديوان اللغة العربية.